# Psyra indica
Psyra indica là một loài bướm đêm trong họ Geometridae.